# Sportowe ratownictwo wodne na Światowych Wojskowych Igrzyskach Sportowych 1995
Sportowe ratownictwo wodne na 1. Światowych Wojskowych Igrzyskach Sportowych – zawody ratownictwa sportowego dla sportowców-żołnierzy zorganizowane przez Międzynarodową Radę Sportu Wojskowego, które  w ramach wodnej dyscypliny sportu były rozgrywane jako konkurencja pływania podczas światowych igrzysk wojskowych, we wrześniu 1995  we włoskim Rzymie.
Najwięcej medali zdobyli reprezentanci Belgii łącznie 5 (w tym 4 złote oraz 1 srebrny). Włoch Mauro Locchi zdobył wszystkie złote medale (trzy) w konkurencjach męskich, u kobiet dominowała belgijka Jo Seynaeve zdobywczyni 4 medali (w tym 3 złotych i 1 srebrnego).

## Medaliści

### Kobiety
| indywidualnie                          |                                          |         |                                                                  |         |                                    |         |
| Ratowanie manekina na 50 m             | Jo Seynaeve · Belgia                     | 50,64   | Francoise Duran · Holandia                                       | 52,08   | Brenda Clark · Stany Zjednoczone   | 52,62   |
| Ratowanie manekina w płetwach na 100 m | Isabelle de Wit · Belgia                 | 1:21,29 | Cary Berta · Stany Zjednoczone                                   | 1:23,68 | Kery Schreiber · Stany Zjednoczone | 1:23,90 |
| Biatlon ratowniczy                     | Jo Seynaeve                              | 1381,00 | Isabelle de Wit                                                  | 1347,46 | Lori Watts                         | 1300,84 |
| sztafety                               |                                          |         |                                                                  |         |                                    |         |
| Biatlonowa sztafeta ratownicza         | Belgia · Jo Seynaeve · Isabelle de Wit · | 5671,15 | Stany Zjednoczone · Cary Berta · Brenda Clark · Kery Schreiber · | 4885,23 | Włochy ·                           | 3704,53 |

### Mężczyźni
| indywidualne                           |                       |         |                           |         |                           |         |
| Ratowanie manekina na 50 m             | Mauro Locchi · Włochy | 34,84   | Fabricio Caratti · Włochy | 35,07   | Lars Gorney · Niemcy      | 36,93   |
| Ratowanie manekina w płetwach na 100 m | Mauro Locchi · Włochy | 52,63   | Lars Gorney · Niemcy      | 1:00,37 | Fabricio Caratti · Włochy | 1:02,63 |
| Biatlon ratowniczy                     | Mauro Locchi · Włochy | 1915,57 | Lars Gorney · Niemcy      | 1789,49 | Fabricio Caratti · Włochy | 1788,96 |

## Klasyfikacja medalowa
* Gospodarz zawodów został zaznaczony tym kolorem.
| Miejsce           | Reprezentacja     | Złoto | Srebro | Brąz | Razem |
| ----------------- | ----------------- | ----- | ------ | ---- | ----- |
| 1                 | Belgia            | 4     | 1      | 0    | 2     |
| 2                 | Włochy *          | 3     | 1      | 3    | 7     |
| 3                 | Stany Zjednoczone | 0     | 2      | 2    | 4     |
| 4                 | Niemcy            | 0     | 2      | 1    | 3     |
| 5                 | Holandia          | 0     | 1      | 0    | 1     |
| 6                 | Kanada            | 0     | 0      | 1    | 1     |
| Ogółem (7 państw) | Ogółem (7 państw) | 7     | 7      | 7    | 21    |